# 比尤特 (内布拉斯加州)
比尤特是一個位於美國內布拉斯加州博伊德縣的村。根據2010年美國人口普查，該地共人口326人，而該地的面積約為1.08平方千米。同時該地也是博伊德縣的縣治。

## 地理
比尤特的座標為42°54′42″N 98°50′49″W / 42.91167°N 98.84694°W，而該地的平均海拔高度為552米（即1811英尺）。

## 本地名人
- 提姆·華茲（1964年—），美國民主黨籍政治人物、前美國陸軍士官長和教師，現任明尼蘇達州州長。1982年在比尤特高中（Butte High School）畢業。